# Teudis cambridgei
Teudis cambridgei là một loài nhện trong họ Anyphaenidae.
Loài này thuộc chi Teudis. Teudis cambridgei được Arthur Merton Chickering miêu tả năm 1940.